# Кармаскалинский сельсовет
Кармаскалинский сельсовет (башк. Ҡырмыҫҡалы ауыл советы) — муниципальное образование в Кармаскалинском районе Башкортостана. 
Административный центр — село Кармаскалы.

## История
Согласно «Закону о границах, статусе и административных центрах муниципальных образований в Республике Башкортостан» имеет статус сельского поселения.

## Население
| 2002  | 2009    | 2010  | 2012  | 2013  | 2014  | 2015  |
| ----- | ------- | ----- | ----- | ----- | ----- | ----- |
| 8703  | ↗10 020 | ↘9400 | ↘9361 | ↗9371 | ↘9365 | ↗9464 |
| 2016  | 2017    | 2018  |       |       |       |       |
| ↗9616 | ↗9772   | ↘9731 |       |       |       |       |

## Состав сельского поселения
| № | Населённый пункт | Тип населённого пункта       | Население |
| - | ---------------- | ---------------------------- | --------- |
| 1 | Кармаскалы       | село, административный центр | ↗11 076   |
| 2 | Карламан         | деревня                      | ↘633      |
| 3 | Качеван          | деревня                      | ↘104      |
| 4 | Алексеевка       | деревня                      | ↘68       |
| 5 | Аксаково         | деревня                      | ↗28       |
| 6 | Новотроицк       | деревня                      | ↗16       |
| 7 | Берёзовка        | деревня                      | ↘11       |

## Местное самоуправление
Администрация сельского поселения Кармаскалинский сельсовет:
Россия, Башкортостан, 453020, Кармаскалинский район, с. Кармаскалы, ул. Худайбердина, д. 10.

## Известные уроженцы
- Султан-Галиев, Мирсаид Хайдаргалиевич (13 июля 1892 — 28 января 1940) — революционер, политический деятель ВКП(б).
- Шариф Биккул (28 мая 1924 — 3 сентября 1995) — башкирский советский писатель, заслуженный работник культуры Башкирской АССР (1976), Заслуженный работник культуры РСФСР (1980).